# Amphibia (album)
Pour les articles homonymes, voir Amphibia (homonymie).
Albums de Patrick Rondat
Rape of the Earth
(1991) Amphibia Tour Live
(1998)
Amphibia est le troisième album de Patrick Rondat. Cet album est considéré comme un concept album dont le thème principal est l'écologie.
Dans cette production, Patrick Rondat interprète Equinoxe IV de Jean-Michel Jarre, qui produit également l'album, ainsi qu'une version rock de L'Été des Quatre Saisons de Vivaldi.
Il a été édité en trois versions commerciales : deux françaises et une japonaise avec un titre bonus Ultimate Dreams enregistré le 5 octobre 1996 lors d'un concert donné par Patrick Rondat à Paris.

## Liste des titres
| No  | Titre            | Musique                              | Durée |
| --- | ---------------- | ------------------------------------ | ----- |
| 1.  | Amphibia part 1  | Patrick Rondat                       | 3:39  |
| 2.  | Amphibia part 2  | Patrick Rondat                       | 6:36  |
| 3.  | Amphibia part 3  | Patrick Rondat                       | 3:12  |
| 4.  | Amphibia part 4  | Patrick Rondat                       | 6:34  |
| 5.  | Amphibia part 5  | Patrick Rondat                       | 2:18  |
| 6.  | Amphibia part 6  | Patrick Rondat                       | 5:54  |
| 7.  | Camouflage       | Patrick Rondat                       | 5:38  |
| 8.  | Vivaldi Tribute  | Antonio Vivaldi, arr. Patrick Rondat | 2:58  |
| 9.  | Dreamstreet      | Patrick Rondat                       | 4:38  |
| 10. | Backhand         | Patrick Rondat                       | 5:26  |
| 11. | Shattered Chains | Patrick Rondat                       | 5:38  |
| 12. | Equinoxe IV      | Jean-Michel Jarre                    | 4:14  |

## Crédits
- Patrick Rondat - Guitares
- Patrice Guers - Basse
- Tommy Aldridge - Batterie
- Phil Woindrich - Claviers